# Hellerasca haywardi
Hellerasca haywardi är en mossdjursart som beskrevs av Gordon 1989. Hellerasca haywardi ingår i släktet Hellerasca och familjen Romancheinidae. Inga underarter finns listade i Catalogue of Life.